# Nicoletta Braschi
Pour les articles homonymes, voir Braschi.
Nicoletta Braschi est une actrice et productrice italienne, née le 19 avril 1960 à Cesena, dans la province de Forlì-Cesena en Émilie-Romagne, Italie. Elle est l'épouse de l'acteur et réalisateur italien Roberto Benigni depuis le 26 décembre 1991.

## Biographie
Nicoletta Braschi est élève de l'Académie nationale d'art dramatique de Rome avant de débuter au cinéma dans Tu mi turbi de Roberto Benigni. Elle deviendra son épouse huit ans plus tard. Puis elle est à l'affiche de Down by Law de Jim Jarmusch en 1986. Celui-ci fait de nouveau appel à elle en 1989 pour incarner une jeune Italienne perdue à Memphis dans Mystery Train. Elle tourne ensuite dans la plupart des films de son mari : Le Petit Diable, Johnny Stecchino, Le Monstre, La vie est belle. Puis elle incarne une comptable d'une entreprise en restructuration, victime d'une forme de harcèlement moral dans J'aime travailler de Francesca Comencini en 2004.
En 1994, Nicoletta Braschi, avec son frère, le producteur Gianluigi Braschi, et son mari Roberto Benigni, crée Melampo, une société familiale de production destinée à financer les films de Roberto Benigni.
En 2002 elle fait partie du jury des longs-métrages lors du Festival de Berlin 2002, présidé par Mira Nair.
En 2007 elle fait partie du jury des longs-métrages lors du Festival de Saint-Sébastien 2007, présidé par Paul Auster.
En 2013 elle est membre du jury Cinéfondation et courts métrages lors du Festival de Cannes 2013, présidé par Jane Campion.

## Filmographie
- 1983 : Tu me troubles (Tu mi turbi) de Roberto Benigni : Maria
- 1985 : Segreti segreti de Giuseppe Bertolucci
- 1986 : Down by Law de Jim Jarmusch : Nicoletta
- 1986 : Cinématon no 800 de Gérard Courant : elle-même
- 1988 : Y a bon les blancs (Come sono buoni i bianchi) de Marco Ferreri : Luisa
- 1988 : Le Petit Diable (Il piccolo diavolo) de Roberto Benigni : Nina
- 1989 : Mystery Train de Jim Jarmusch : Luisa
- 1990 : Un thé au Sahara (The Sheltering Sky) de Bernardo Bertolucci: la femme française
- 1991 : Johnny Stecchino de Roberto Benigni : Maria
- 1991 : La domenica specialmente de Giuseppe Bertolucci : une jeune femme
- 1993 : Le Fils de la Panthère rose (Son of the Pink Panther) de Blake Edwards: Jacqueline Gambrelli
- 1994 : Le Monstre (Il mostro) de Roberto Benigni : Jessica Rossetti
- 1995 : Pasolini, mort d'un poète (Pasolini, un delitto italiano) de Marco Tullio Giordana : Graziella Chiarcossi
- 1996 : Pereira prétend (Sostiene Pereira) de Roberto Faenza : Marta
- 1997 : Ovosodo de Paolo Virzì : Giovanna
- 1998 : La vie est belle (La vita è bella) de Roberto Benigni : Dora
- 2002 : Pinocchio de Roberto Benigni : La fée bleue
- 2004 : J'aime travailler (Mi piace lavorare) de Francesca Comencini  : Anna
- 2005 : Le Tigre et la Neige (La tigre e la neve) de Roberto Benigni : Vittoria
- 2018 : Heureux comme Lazzaro (Lazzaro felice) d'Alice Rohrwacher

## Distinctions

### Décoration
- Officier de l'ordre du Mérite de la République italienne, proposée par le président de la République, 8 mars 2005[1]

### Récompenses
- David di Donatello de la meilleure actrice dans un second rôle en 1997 pour Ovosodo

### Autres
L'astéroïde (31605) Braschi est nommé en son honneur.